# Малышева, Вера Сергеевна
Вера Сергеевна Малышева (фр. Vera Malycheff; 2 [14] августа 1886, Санкт-Петербург — 4 ноября 1964, Париж) — русский и французский учёный минералог и почвовед, профессор Сорбонны.

## Биография
Родилась 2 (14) августа 1886 года в Санкт-Петербурге в семье офицера Русской армии Сергея Ивановича Малышева и Екатерины Ильиничны (в дев. Костревская; 1862—1935).
Окончила Василеостровскую гимназию.
С 1909 года училась на Высших женских Бестужевских курсах в Санкт-Петербурге, специальность геология.
С 1914 года начала работать на кафедре Н. И. Андрусова на Бестужевских курсах.
Была сестрой милосердия во время первой мировой войны, а затем в Добровольческой армии Юга России.
С 1920 года в эмиграции в Париже.
Работала в лаборатории минералогии Национальный музей естественной истории и в Институте антропологии при нём.
Читала лекции в различных институтах и на Русском физико-математическом факультете Сорбонны.
Вместе В. К. Агафоновым изучала лёссовые отложения и почвы во Франции, Тунисе, Марокко, Бельгийское Конго, Габоне, в колониях Франции. Редактировала и готовила к публикации монографии В. К. Агафонова по почвам Франции и Туниса.
Скончалась 4 ноября 1964 года в Париже, похоронена на Кладбище Сент-Женевьев-де-Буа.

## Семья
Падчерица М. М. Фёдорова (1858—1949), эмигрировала с отчимом, матерью и четырьмя братьями в Париж после пребывания на юге России. Помогала своему отчиму в его работе по устройству в высшие учебные заведения русской эмигрантской молодежи. Была известна как заботящаяся о русских и как непримиримая антибольшевичка. Много помогала устройству русской церкви при русском кладбище в Сен-Женевьев под Парижем.

## Награды и премии
- Георгиевская медаль «за храбрость», во время I Мировой войны.
- Премия Французской академии наук, за научные труды.